# Magic Touch
„Magic Touch“ je píseň britského multiinstrumentalisty Mika Oldfielda. Vydána byla jako jeho dvacátý šestý singl v zimě 1988.
Singl „Magic Touch“ byl vydán pouze v USA, Německu a Rakousku. Píseň „Magic Touch“ zpívá Max Bacon, přičemž verze s jeho zpěvem měla vyjít i na albu Islands. Bacon ale měl stále kontrakt s vydavatelstvím Arista Records, takže album vyšlo s verzí nazpívanou Jimem Pricem. Na B straně singlu se nachází instrumentální skladba „Music for the Video Wall“.
Byla vydána i verze singlu na dvanáctipalcové desce, která obsahuje navíc píseň „Magic Touch“ v původním mixu pro album v podání Maxe Bacona.

## Seznam skladeb
7" verze
1. „Magic Touch“ (Oldfield) – 4:04
2. „Music for the Video Wall“ (Oldfield) – 4:34

12" verze
1. „Magic Touch“ (Oldfield) – 4:04
2. „Music for the Video Wall“ (Oldfield) – 4:34
3. „Magic Touch (Original Mix)“ (Oldfield) – 4:13